# Autódromo José Carlos Pace
Autódromo José Carlos Pace, mer känd som Interlagos, är en racerbana som ligger i stadsdelen Interlagos i São Paulo, Brasilien. Banan har fått sitt namn den brasilianske racerföraren José Carlos Pace.
Bland de tävlingar som körs på banan är Brasiliens Grand Prix i formel 1 det största evenemanget, men banan har även deltävlingar i:
- A1 Grand Prix
- Nationell stockcarserie
- Nationell truckracingserie

Förutom racing anordnar banan även andra evenemang, så som konserter och ravefester.

## F1-vinnare
| Säsong | Förare               | Tillverkare      |
| ------ | -------------------- | ---------------- |
| 2022   | George Russell       | Mercedes         |
| 2021   | Lewis Hamilton       | Mercedes         |
| 2019   | Max Verstappen       | Red Bull-Honda   |
| 2018   | Lewis Hamilton       | Mercedes         |
| 2017   | Sebastian Vettel     | Ferrari          |
| 2016   | Lewis Hamilton       | Mercedes         |
| 2015   | Nico Rosberg         | Mercedes         |
| 2014   | Nico Rosberg         | Mercedes         |
| 2013   | Sebastian Vettel     | Red Bull-Renault |
| 2012   | Jenson Button        | McLaren-Mercedes |
| 2011   | Mark Webber          | Red Bull-Renault |
| 2010   | Sebastian Vettel     | Red Bull-Renault |
| 2009   | Mark Webber          | Red Bull-Renault |
| 2008   | Felipe Massa         | Ferrari          |
| 2007   | Kimi Räikkönen       | Ferrari          |
| 2006   | Felipe Massa         | Ferrari          |
| 2005   | Juan Pablo Montoya   | McLaren-Mercedes |
| 2004   | Juan Pablo Montoya   | Williams-BMW     |
| 2003   | Giancarlo Fisichella | Jordan-Ford      |
| 2002   | Michael Schumacher   | Ferrari          |
| 2001   | David Coulthard      | McLaren-Mercedes |
| 2000   | Michael Schumacher   | Ferrari          |
| 1999   | Mika Häkkinen        | McLaren-Mercedes |
| 1998   | Mika Häkkinen        | McLaren-Mercedes |
| 1997   | Jacques Villeneuve   | Williams-Renault |
| 1996   | Damon Hill           | Williams-Renault |
| 1995   | Michael Schumacher   | Benetton-Renault |
| 1994   | Michael Schumacher   | Benetton-Ford    |
| 1993   | Ayrton Senna         | McLaren-Ford     |
| 1992   | Nigel Mansell        | Williams-Renault |
| 1991   | Ayrton Senna         | McLaren-Honda    |
| 1990   | Alain Prost          | Ferrari          |
| 1980   | René Arnoux          | Renault          |
| 1979   | Jacques Laffite      | Ligier-Ford      |
| 1977   | Carlos Reutemann     | Ferrari          |
| 1976   | Niki Lauda           | Ferrari          |
| 1975   | Carlos Pace          | Brabham-Ford     |
| 1974   | Emerson Fittipaldi   | McLaren-Ford     |
| 1973   | Emerson Fittipaldi   | Lotus-Ford       |
| 1972   | Carlos Reutemann     | Brabham-Ford     |